# Eli Bridge Company
Eli Bridge Company є сімейним виробником атракціонів зі штаб-квартирою в Джексонвіллі, Іллінойс, США.

## Історія
У. Е. Салліван, власник Eli Bridge Company в Іллінойсі, проїхався на оригінальному чиказькому колесі огляду 1893 року на Всесвітній Колумбійській виставці. Натхненний цим, він співпрацював з машиністом Джеймсом Х. Клементсом, і їхнє перше колесо «Big Eli» дебютувало в Центральному парку, Джексонвілл, штат Іллінойс, 23 травня 1900 року. У 1955 році компанія Eli Bridge Co. випустила свій перший безколесний атракціон Scrambler. Продукти Eli Bridge можна знайти в парках розваг по всьому світу. Сьогодні Eli Bridge залишається сімейною компанією. Лі Салліван, голова правління, є онуком засновника компанії WE Sullivan, а президент/виконавчий директор Петті Салліван є правнучкою WE Sullivan.

## Колеса огляду
- Серія Signature: 16 автомобілів, по 3 пасажири на автомобіль; транспортабельний
- Серія Eagle: 16 автомобілів, 3 пасажири на автомобіль; транспортабельний
- Серія HY-5: 12 автомобілів, 3 пасажири на автомобіль; транспортабельний
- Серія Aristocrat: 16 машин, фіксований сайт
- Стандартна серія: 12 автомобілів, фіксований майданчик
- Lil' Wheel: 6 автомобілів, 3 пасажири на автомобіль; транспортні та стаціонарні моделі майданчиків[2]

## Скремблери
- Серія наступного покоління: мобільний
- Стандартна серія: фіксований сайт
- Lil' Scrambler: мобільний або стаціонарний сайт на 12 місць[3]

## Сімейні атракціони
- Зона будівництва: мобільний і стаціонарний майданчик
- SpiderMania: мобільний і стаціонарний сайт [4]

## Подальше читання
- «Eli Bridge Co. досягає високих успіхів завдяки «Колесам удачі»,» Джессі Янсі, партнери Illinois Farm Bureau Partners
- «Великий Елі, перше портативне колесо огляду (23 травня 1900 р.)», Клінт Каргіл, 24 травня 2021 р., Північне громадське радіо
- «Визначні місця: компанія Eli Bridge. . . Виробництво весело», Джефф Мондлок, 8 липня 2013 р., KHQA